# Gran Premi de Gran Bretanya del 2023
El Gran Premi de Gran Bretanya de Fórmula 1, desena cursa de la temporada 2023, fou disputat al Circuit de Silverstone entre els dies 7 i 9 de juliol del 2023.

## Qualificació
La qualificació fou realitzat el dia 8 de juliol.
| Pos.                 | Nº | Pilot            | Equip/Motor           | Part 1   | Part 2   | Part 3   | Graella |
| -------------------- | -- | ---------------- | --------------------- | -------- | -------- | -------- | ------- |
| 1                    | 1  | Max Verstappen   | Red Bull-RBPT         | 1:29.428 | 1:27.702 | 1:26.720 | 1       |
| 2                    | 4  | Lando Norris     | McLaren-Mercedes      | 1:28.917 | 1:28.042 | 1:26.961 | 2       |
| 3                    | 81 | Oscar Piastri    | McLaren-Mercedes      | 1:29.874 | 1:27.845 | 1:27.092 | 3       |
| 4                    | 16 | Charles Leclerc  | Ferrari               | 1:29.143 | 1:28.361 | 1:27.136 | 4       |
| 5                    | 55 | Carlos Sainz Jr. | Ferrari               | 1:29.865 | 1:28.265 | 1:27.148 | 5       |
| 6                    | 44 | Lewis Hamilton   | Mercedes              | 1:29.412 | 1:28.762 | 1:27.155 | 6       |
| 7                    | 63 | George Russell   | Mercedes              | 1:29.415 | 1:28.545 | 1:27.211 | 7       |
| 8                    | 23 | Alexander Albon  | Williams-Mercedes     | 1:29.466 | 1:28.067 | 1:27.530 | 8       |
| 9                    | 14 | Fernando Alonso  | Aston Martin-Mercedes | 1:29.949 | 1:28.368 | 1:27.659 | 9       |
| 10                   | 10 | Pierre Gasly     | Alpine-Renault        | 1:29.533 | 1:28.751 | 1:27.689 | 10      |
| 11                   | 27 | Nico Hülkenberg  | Haas-Ferrari          | 1:29.603 | 1:28.896 |          | 11      |
| 12                   | 18 | Lance Stroll     | Aston Martin-Mercedes | 1:29.448 | 1:28.935 |          | 12      |
| 13                   | 31 | Esteban Ocon     | Alpine-Renault        | 1:29.700 | 1:28.956 |          | 13      |
| 14                   | 2  | Logan Sargeant   | Williams-Mercedes     | 1:29.873 | 1:29.031 |          | 14      |
| 15                   | 11 | Sergio Pérez     | Red Bull-RBPT         | 1:29.968 |          |          | 15      |
| 16                   | 22 | Yuki Tsunoda     | AlphaTauri-RBPT       | 1:30.025 |          |          | 16      |
| 17                   | 24 | Guanyu Zhou      | Alfa Romeo-Ferrari    | 1:30.123 |          |          | 17      |
| 18                   | 21 | Nyck de Vries    | AlphaTauri-RBPT       | 1:30.513 |          |          | 18      |
| 19                   | 20 | Kevin Magnussen  | Haas-Ferrari          | 1:32.378 |          |          | 19      |
| 107% Temps:1:35.1411 |    |                  |                       |          |          |          |         |
| DSQ                  | 77 | Valtteri Bottas  | Alfa Romeo-Ferrari    | 1:29.798 | S/Temps  |          | 202     |
| Font:                |    |                  |                       |          |          |          |         |

Notes
- ^1 – A causa de la pluja, la Regla del 107% no s'aplica.
- ^2 – Valtteri Bottas va acabar en el lloc 15, però va ser desqualificat després que el seu equip no mostrés una quantitat suficient de combustible permès al monoplaça. Els comissaris van autoritzar participar de la cursa.

## Resultats de la cursa
La cursa fou realitzat el dia 9 de juliol.
| Pos.                                                                      | Nº | Pilot            | Equip/Motor           | Voltes | Temps/Retirada    | Graella | Punts |
| ------------------------------------------------------------------------- | -- | ---------------- | --------------------- | ------ | ----------------- | ------- | ----- |
| 1                                                                         | 1  | Max Verstappen   | Red Bull-RBPT         | 52     | 1:25:16.938       | 1       | 261   |
| 2                                                                         | 4  | Lando Norris     | McLaren-Mercedes      | 52     | +3.798            | 2       | 18    |
| 3                                                                         | 44 | Lewis Hamilton   | Mercedes              | 52     | +6.783            | 7       | 15    |
| 4                                                                         | 81 | Oscar Piastri    | McLaren-Mercedes      | 52     | +7.776            | 3       | 12    |
| 5                                                                         | 63 | George Russell   | Mercedes              | 52     | +11.206           | 6       | 10    |
| 6                                                                         | 11 | Sergio Pérez     | Red Bull-RBPT         | 52     | +12.882           | 15      | 8     |
| 7                                                                         | 14 | Fernando Alonso  | Aston Martin-Mercedes | 52     | +17.193           | 9       | 6     |
| 8                                                                         | 23 | Alexander Albon  | Williams-Mercedes     | 52     | +17.878           | 8       | 4     |
| 9                                                                         | 16 | Charles Leclerc  | Ferrari               | 52     | +18.689           | 4       | 2     |
| 10                                                                        | 55 | Carlos Sainz Jr. | Ferrari               | 52     | +19.448           | 5       | 1     |
| 11                                                                        | 2  | Logan Sargeant   | Williams-Mercedes     | 52     | +23.632           | 14      |       |
| 12                                                                        | 77 | Valtteri Bottas  | Alfa Romeo-Ferrari    | 52     | +25.830           | 20      |       |
| 13                                                                        | 27 | Nico Hülkenberg  | Haas-Ferrari          | 52     | +26.663           | 11      |       |
| 14                                                                        | 18 | Lance Stroll     | Aston Martin-Mercedes | 52     | +27.4832          | 12      |       |
| 15                                                                        | 24 | Guanyu Zhou      | Alfa Romeo-Ferrari    | 52     | +29.820           | 17      |       |
| 16                                                                        | 22 | Yuki Tsunoda     | AlphaTauri-RBPT       | 52     | +31.225           | 16      |       |
| 17                                                                        | 21 | Nyck de Vries    | AlphaTauri-RBPT       | 52     | +33.128           | 18      |       |
| Ret                                                                       | 10 | Pierre Gasly     | Alpine-Renault        | 49     | Danys p/col·lisió | 10      |       |
| Ret                                                                       | 20 | Kevin Magnussen  | Haas-Ferrari          | 31     | Motor             | 19      |       |
| Ret                                                                       | 31 | Esteban Ocon     | Alpine-Renault        | 9      | Vessament d'oil   | 13      |       |
| Volta ràpida: — Max Verstappen (Red Bull-RBPT) – 1:30.275 (a la volta 42) |    |                  |                       |        |                   |         |       |
| Font:                                                                     |    |                  |                       |        |                   |         |       |

Notes
- Inclòs 1 punt extra per la volta ràpida.
- Lance Stroll va acabar al 11è lloc, però va ser penalitzat amb cinc segons al seu temps final per causar una col·lisió amb Pierre Gasly.

## Classificació després de la cursa
| Pos. | Pilot            | Punts | Canvis |
| ---- | ---------------- | ----- | ------ |
| 1    | Max Verstappen   | 255   | =      |
| 2    | Sergio Pérez     | 156   | =      |
| 3    | Fernando Alonso  | 137   | =      |
| 4    | Lewis Hamilton   | 121   | =      |
| 5    | Carlos Sainz Jr. | 83    | =      |

| Pos. | Constructor           | Punts | Canvis |
| ---- | --------------------- | ----- | ------ |
| 1    | Red Bull-RBPT         | 411   | =      |
| 2    | Mercedes              | 203   | =      |
| 3    | Aston Martin-Mercedes | 181   | =      |
| 4    | Ferrari               | 157   | =      |
| 5    | McLaren-Mercedes      | 59    | 1      |